# Lista generației IV de Pokémon

Logo pentru franciza internațională Pokémon

A patra generație (Generația IV) a francizei Pokémon prezintă 107 creaturi fictive introduse în seria de jocuri video de bază în jocurile Nintendo DS din 2006, Pokemon Diamond and Pearl. Unii Pokémon din această generație au fost introduse în adaptările animate ale francizei înainte de Diamond și Pearl, cum ar fi numărul 438 Bonsly, numărul 439 Mime Jr. și numărul 446 Munchlax, caractere recurente în seriile anime Pokémon în 2005 și 2006.
Următoarea listă detaliază 107 Pokémon din generația IV în ordinea numărului lor Pokédex național. Primul Pokemon, Turtwig, este numărul 387, iar ultimul, Arceus, este numărul 493. Evoluțiile mega sunt scoase pentru comoditate.

## Listă de Pokémon
| Nume englezesc | Nume japonez       | Număr Pokédex național | Tipuri    | Tipuri    | Evoluează în                  | Prima dată a apărut       | Note |
| Nume englezesc | Nume japonez       | Număr Pokédex național | Principal | Secundar  | Evoluează în                  | Prima dată a apărut       | Note |
| -------------- | ------------------ | ---------------------- | --------- | --------- | ----------------------------- | ------------------------- | --- |
| Turtwig        | Naetle             | 387                    | Iarbă     | Iarbă     | Grotle (#388)                 | Diamond and Pearl         | |
| Grotle         | Hayashigame        | 388                    | Iarbă     | Iarbă     | Torterra (#389)               | Diamond and Pearl         | |
| Torterra       | Dodaitose          | 389                    | Iarbă     | Pământ    | Nu evoluează                  | Diamond and Pearl         | |
| Chimchar       | Hikozaru           | 390                    | Foc       | Foc       | Monferno (#391)               | Diamond and Pearl         | |
| Monferno       | Moukazaru          | 391                    | Foc       | Luptător  | Infernape (#392)              | Diamond and Pearl         | |
| Infernape      | Goukazaru          | 392                    | Foc       | Luptător  | Nu evoluează                  | Diamond and Pearl         | |
| Piplup         | Pochama            | 393                    | Apă       | Apă       | Prinplup (#394)               | Diamond and Pearl         | |
| Prinplup       | Pottaishi          | 394                    | Apă       | Apă       | Empoleon (#395)               | Diamond and Pearl         | |
| Empoleon       | Emperte            | 395                    | Apă       | Oțel      | Nu evoluează                  | Diamond and Pearl         | |
| Starly         | Mukkuru            | 396                    | Normal    | Zburător  | Staravia (#397)               | Diamond and Pearl         | |
| Staravia       | Mukubird           | 397                    | Normal    | Zburător  | Staraptor (#398)              | Diamond and Pearl         | |
| Staraptor      | Mukuhawk           | 398                    | Normal    | Zburător  | Nu evoluează                  | Diamond and Pearl         | |
| Bidoof         | Bippa              | 399                    | Normal    | Normal    | Bibarel (#400)                | Diamond and Pearl         | |
| Bibarel        | Beadaru            | 400                    | Normal    | Apă       | Nu evoluează                  | Diamond and Pearl         | |
| Kricketot      | Korobohsh          | 401                    | Gândac    | Gândac    | Kricketune (#402)             | Diamond and Pearl         | |
| Kricketune     | Korotock           | 402                    | Gândac    | Gândac    | Nu evoluează                  | Diamond and Pearl         | |
| Shinx          | Kolink             | 403                    | Electric  | Electric  | Luxio (#404)                  | Diamond and Pearl         | |
| Luxio          | Luxio              | 404                    | Electric  | Electric  | Luxray (#405)                 | Diamond and Pearl         | |
| Luxray         | Rentorar           | 405                    | Electric  | Electric  | Nu evoluează                  | Diamond and Pearl         | |
| Budew          | Subomie            | 406                    | Iarbă     | Otravă    | Roselia (#315)                | Diamond and Pearl         | |
| Roserade       | Roserade           | 407                    | Iarbă     | Otravă    | Nu evoluează                  | Diamond and Pearl         | |
| Cranidos       | Zugaidos           | 408                    | Piatră    | Piatră    | Rampardos (#409)              | Diamond and Pearl         | |
| Rampardos      | Rampald            | 409                    | Piatră    | Piatră    | Nu evoluează                  | Diamond and Pearl         | |
| Shieldon       | Tatetops           | 410                    | Piatră    | Oțel      | Bastiodon (#411)              | Diamond and Pearl         | |
| Bastiodon      | Torideps           | 411                    | Piatră    | Oțel      | Nu evoluează                  | Diamond and Pearl         | |
| Burmy          | Minomucchi         | 412                    | Gândac    | Gândac    | Wormadam (#413) Mothim (#414) | Diamond and Pearl         | |
| Wormadam       | Minomadam          | 413                    | Gândac    | Iarbă     | Nu evoluează                  | Diamond and Pearl         | "Plant Cloak Womadam" |
| Wormadam       | Minomadam          | 413                    | Gândac    | Pământ    | Nu evoluează                  | Diamond and Pearl         | "Sandy Cloak Wormadam" |
| Wormadam       | Minomadam          | 413                    | Gândac    | Oțel      | Nu evoluează                  | Diamond and Pearl         | "Trash Cloak Wormadam" |
| Mothim         | Gamale             | 414                    | Gândac    | Zburător  | Nu evoluează                  | Diamond and Pearl         | |
| Combee         | Mitsuhoney         | 415                    | Gândac    | Zburător  | Vespiquen (#416)              | Diamond and Pearl         | |
| Vespiquen      | Beequen            | 416                    | Gândac    | Zburător  | Nu evoluează                  | Diamond and Pearl         | Numai feminin |
| Pachirisu      | Pachirisu          | 417                    | Electric  | Electric  | Nu evoluează                  | Diamond and Pearl         | Utilizat în mod special de către Se Jun Park pentru a câștiga Pokémon World Championships 2014 |
| Buizel         | Buoysel            | 418                    | Apă       | Apă       | Floatzel (#419)               | Diamond and Pearl         | |
| Floatzel       | Floazel            | 419                    | Apă       | Apă       | Nu evoluează                  | Diamond and Pearl         | |
| Cherubi        | Cherinbo           | 420                    | Iarbă     | Iarbă     | Cherrim (#421)                | Diamond and Pearl         | |
| Cherrim        | Cherrim            | 421                    | Iarbă     | Iarbă     | Nu evoluează                  | Diamond and Pearl         | Capabil de a schimba forme între "Overcast" și "Sunshine" în funcție de efectele meteorologice în luptă. |
| Shellos        | Karanakushi        | 422                    | Apă       | Apă       | Gastrodon (#423)              | Diamond and Pearl         | Are două forme vizuale diferite, formă de Marea Vestică și formă de Marea de Est, bazată pe locul unde este prins în Sinnoh |
| Gastrodon      | Tritodon           | 423                    | Apă       | Pământ    | Nu evoluează                  | Diamond and Pearl         | Are două forme vizuale diferite, formă de Marea Vestică și formă de Marea de Est, bazată pe locul unde este prins în Sinnoh |
| Ambipom        | Eteboth            | 424                    | Normal    | Normal    | Nu evoluează                  | Diamond and Pearl         | |
| Drifloon       | Fuwante            | 425                    | Fantomă   | Zburător  | Drifblim (#426)               | Diamond and Pearl         | |
| Drifblim       | Fuwaride           | 426                    | Fantomă   | Zburător  | Nu evoluează                  | Diamond and Pearl         | |
| Buneary        | Mimirol            | 427                    | Normal    | Normal    | Lopunny (#428)                | Diamond and Pearl         | |
| Lopunny        | Mimilop            | 428                    | Normal    | Normal    | Mega Evolution                | Diamond and Pearl         | |
| Mismagius      | Mumargi            | 429                    | Fantomă   | Fantomă   | Nu evoluează                  | Diamond and Pearl         | |
| Honchkrow      | Dongkarasu         | 430                    | Întuneric | Zburător  | Nu evoluează                  | Diamond and Pearl         | |
| Glameow        | Nyarmar            | 431                    | Normal    | Normal    | Purugly (#432)                | Diamond and Pearl         | |
| Purugly        | Bunyatto           | 432                    | Normal    | Normal    | Nu evoluează                  | Diamond and Pearl         | |
| Chingling      | Lisyan             | 433                    | Psihic    | Psihic    | Chimecho (#358)               | Diamond and Pearl         | |
| Stunky         | Skunpuu            | 434                    | Otravă    | Întuneric | Skuntank (#435)               | Diamond and Pearl         | |
| Skuntank       | Skutank            | 435                    | Otravă    | Întuneric | Nu evoluează                  | Diamond and Pearl         | |
| Bronzor        | Dohmirror          | 436                    | Oțel      | Psihic    | Bronzong (#437)               | Diamond and Pearl         | |
| Bronzong       | Dohtakun           | 437                    | Oțel      | Psihic    | Nu evoluează                  | Diamond and Pearl         | |
| Bonsly         | Usohachi           | 438                    | Piatră    | Piatră    | Sudowoodo (#185)              | XD: Gale of Întunericness | Prima dată a apărut în XD: Gale of Darkness ca parte a unei căutări laterale, dar nu a putut fi obținută. |
| Mime Jr.       | Manene             | 439                    | Psihic    | Zână      | Mr. Mime (#122)               | Diamond and Pearl         | |
| Happiny        | Pinpuku            | 440                    | Normal    | Normal    | Chansey (#113)                | Diamond and Pearl         | |
| Chatot         | Perap              | 441                    | Normal    | Zburător  | Nu evoluează                  | Diamond and Pearl         | |
| Spiritomb      | Mikaruge           | 442                    | Fantomă   | Întuneric | Nu evoluează                  | Diamond and Pearl         | Se spune că 108 spirite au format acest Pokemon. |
| Gible          | Fukamaru           | 443                    | Dragon    | Pământ    | Gabite (#444)                 | Diamond and Pearl         | |
| Gabite         | Gabite             | 444                    | Dragon    | Pământ    | Garchomp (#445)               | Diamond and Pearl         | |
| Garchomp       | Gaburias           | 445                    | Dragon    | Pământ    | Mega Evolution                | Diamond and Pearl         | |
| Munchlax       | Gonbe              | 446                    | Normal    | Normal    | Snorlax (#143)                | Diamond and Pearl         | |
| Riolu          | Riolu              | 447                    | Luptător  | Luptător  | Lucario (#448)                | Diamond and Pearl         | |
| Lucario        | Lucario            | 448                    | Luptător  | Oțel      | Mega Evolution                | Diamond and Pearl         | Poate simți aura de la distanță mare. |
| Hippopotas     | Hippopotas         | 449                    | Pământ    | Pământ    | Hippowdon (#450)              | Diamond and Pearl         | |
| Hippowdon      | Kabaldon           | 450                    | Pământ    | Pământ    | Nu evoluează                  | Diamond and Pearl         | |
| Skorupi        | Scorupi            | 451                    | Otravă    | Gândac    | Drapion (#452)                | Diamond and Pearl         | |
| Drapion        | Dorapion           | 452                    | Otravă    | Întuneric | Nu evoluează                  | Diamond and Pearl         | |
| Croagunk       | Gureggru           | 453                    | Otravă    | Luptător  | Toxicroak (#454)              | Diamond and Pearl         | |
| Toxicroak      | Dokurog            | 454                    | Otravă    | Luptător  | Nu evoluează                  | Diamond and Pearl         | |
| Carnivine      | Muskippa           | 455                    | Iarbă     | Iarbă     | Nu evoluează                  | Diamond and Pearl         | |
| Finneon        | Keikouo            | 456                    | Apă       | Apă       | Lumineon (#457)               | Diamond and Pearl         | |
| Lumineon       | Neolant            | 457                    | Apă       | Apă       | Nu evoluează                  | Diamond and Pearl         | |
| Mantyke        | Tamanta            | 458                    | Apă       | Zburător  | Mantine (#226)                | Diamond and Pearl         | |
| Snover         | Yukikaburi         | 459                    | Iarbă     | Ice       | Abomasnow (#460)              | Diamond and Pearl         | |
| Abomasnow      | Yukinooh           | 460                    | Iarbă     | Ice       | Mega Evolution                | Diamond and Pearl         | |
| Weavile        | Manyula            | 461                    | Întuneric | Ice       | Nu evoluează                  | Diamond and Pearl         | |
| Magnezone      | Jibacoil           | 462                    | Electric  | Oțel      | Nu evoluează                  | Diamond and Pearl         | |
| Lickilicky     | Berobelt           | 463                    | Normal    | Normal    | Nu evoluează                  | Diamond and Pearl         | |
| Rhyperior      | Dosidon            | 464                    | Pământ    | Piatră    | Nu evoluează                  | Diamond and Pearl         | |
| Tangrowth      | Mojumbo            | 465                    | Iarbă     | Iarbă     | Nu evoluează                  | Diamond and Pearl         | |
| Electivire     | Elekible           | 466                    | Electric  | Electric  | Nu evoluează                  | Diamond and Pearl         | |
| Magmortar      | Booburn            | 467                    | Foc       | Foc       | Nu evoluează                  | Diamond and Pearl         | |
| Togekiss       | Togekiss           | 468                    | Zână      | Zburător  | Nu evoluează                  | Diamond and Pearl         | |
| Yanmega        | Megayanma          | 469                    | Gândac    | Zburător  | Nu evoluează                  | Diamond and Pearl         | |
| Leafeon        | Leafia             | 470                    | Iarbă     | Iarbă     | Nu evoluează                  | Diamond and Pearl         | |
| Glaceon        | Glacia             | 471                    | Ice       | Ice       | Nu evoluează                  | Diamond and Pearl         | |
| Gliscor        | Glion              | 472                    | Pământ    | Zburător  | Nu evoluează                  | Diamond and Pearl         | |
| Mamoswine      | Mammoo             | 473                    | Ice       | Pământ    | Nu evoluează                  | Diamond and Pearl         | |
| Porygon-Z      | Porygon-Z          | 474                    | Normal    | Normal    | Nu evoluează                  | Diamond and Pearl         | În timp ce evolua, ceva a mers prost și a început să meargă ciudat. Evoluează prin tranzacționare, deținând un disc dubios. Nu a apărut în anime datorită episodului "Electric Soldier Porygon". Este singurul Pokemon care poate ajunge la forma sa pe deplin evoluată la nivelul 1. |
| Gallade        | Erureido           | 475                    | Psihic    | Luptător  | Mega Evolution                | Diamond and Pearl         | Numai masculin |
| Probopass      | Dainose            | 476                    | Piatră    | Oțel      | Nu evoluează                  | Diamond and Pearl         | |
| Dusknoir       | Yonoir             | 477                    | Fantomă   | Fantomă   | Nu evoluează                  | Diamond and Pearl         | |
| Froslass       | Yukimenoko         | 478                    | Ice       | Fantomă   | Nu evoluează                  | Diamond and Pearl         | Design inspirat de japonezul yōkai Yuki-onna, un spirit răzbunător care dobândește forma unei femei și își prinde victimele cu respirația gheață sau cu viscole. |
| Rotom          | Rotom              | 479                    | Electric  | Fantomă   | Nu evoluează                  | Diamond and Pearl         | Rotom este capabil să schimbe între șase forme diferite prin posedarea diverselor aparate de uz casnic. Poate de asemenea să posede un Pokédex special folosit în Alola pentru a ajuta antrenorii. |
| Rotom          | Rotom              | 479                    | Electric  | Foc       | Nu evoluează                  | Diamond and Pearl         | Se transformă în "Heat Rotom" prin posedarea unui cuptor |
| Rotom          | Rotom              | 479                    | Electric  | Apă       | Nu evoluează                  | Diamond and Pearl         | Se transformă în "Wash Rotom" deținând o mașină de spălat. |
| Rotom          | Rotom              | 479                    | Electric  | Ice       | Nu evoluează                  | Diamond and Pearl         | Se transformă în "Frost Rotom" deținând un frigider |
| Rotom          | Rotom              | 479                    | Electric  | Zburător  | Nu evoluează                  | Diamond and Pearl         | Se transformă în "Fan Rotom" deținând un ventilator |
| Rotom          | Rotom              | 479                    | Electric  | Iarbă     | Nu evoluează                  | Diamond and Pearl         | Se transformă în "Mow Rotom" deținând o mașină de tuns iarba |
| Uxie           | Yuxie              | 480                    | Psihic    | Psihic    | Nu evoluează                  | Diamond and Pearl         | |
| Mesprit        | Emrit              | 481                    | Psihic    | Psihic    | Nu evoluează                  | Diamond and Pearl         | |
| Azelf          | Agnome             | 482                    | Psihic    | Psihic    | Nu evoluează                  | Diamond and Pearl         | |
| Dialga         | Dialga             | 483                    | Oțel      | Dragon    | Nu evoluează                  | Diamond and Pearl         | Controls time |
| Palkia         | Palkia             | 484                    | Apă       | Dragon    | Nu evoluează                  | Diamond and Pearl         | Controls space |
| Heatran        | Heatran            | 485                    | Foc       | Oțel      | Nu evoluează                  | Diamond and Pearl         | |
| Regigigas      | Regigigas          | 486                    | Normal    | Normal    | Nu evoluează                  | Diamond and Pearl         | |
| Giratina       | Giratina           | 487                    | Fantomă   | Dragon    | Nu evoluează                  | Diamond and Pearl         | Capabil de a schimba formele "Altered" și "Origin". Controlează antimateria. |
| Cresselia      | Crecelia/Cresselia | 488                    | Psihic    | Psihic    | Nu evoluează                  | Diamond and Pearl         | |
| Phione         | Phione             | 489                    | Apă       | Apă       | Nu evoluează                  | Diamond and Pearl         | Poate fi obținut numai prin reproducerea Manaphy; totuși, Phione sunt incapabili să se dezvolte în Manaphy. |
| Manaphy        | Manaphy            | 490                    | Apă       | Apă       | Nu evoluează                  | Diamond and Pearl         | Manaphy este membru al gardienilor marini cu Phione. Manaphy a fost ultimul Pokemon din Sinnoh Pokédex înainte de expansiunea platinei. |
| Întunericrai   | Întunericrai       | 491                    | Întuneric | Întuneric | Nu evoluează                  | Diamond and Pearl         | Darkrai a fost dezvăluit oficial în februarie 2007. Este membru al duo-ului Lunar împreună cu Cresselia. |
| Shaymin        | Shaymin            | 492                    | Iarbă     | Iarbă     | Nu evoluează                  | Diamond and Pearl         | "Formă de teren" |
| Shaymin        | Shaymin            | 492                    | Iarbă     | Zburător  | Nu evoluează                  | Platinum                  | "Sky Forme" Shaymin are o a doua formă activată folosind o floare de Gracidea în timpul zilei. Spre deosebire de Lande Forme originale, Shaymin devine Forma Sky-ului de tip Grass / Flying. Shaymin's Sky Forme se va întoarce în forma sa Land în timpul nopții, în timp ce solidul înghețat sau dacă va fi depus în PC. Shaymin a fost dezvăluit oficial în februarie 2008, când a fost listat ca o stea a lui Giratina și Sky Warrior. La începutul lunii iunie a aceluiași an, Sky Forme a fost dezvăluită. Forma sa Land Land se bazează pe un arici, în timp ce Sky Forme se bazează pe un cerb și un înger. |
| Arceus         | Arceus             | 493                    | Normal    | Normal    | Nu evoluează                  | Diamond and Pearl         | Arceus își schimbă tipul atunci când deține un anumit element. La fel ca Darkrai și Shaymin în fața lui, Arceus nu a fost dezvăluit oficial de Nintendo până pe 14 februarie 2009, anul filmului său de debut. A fost dezvăluit oficial publicului internațional pe 3 august 2009. Arceus este cunoscut sub numele de "The Original One", așa cum se spune că a creat Sinnoh și a creat, eventual, întregul univers Pokémon, împreună cu gardienii lacului și trio-ul creației. Este maestrul trio al celor doi gardieni ai lacului și al trioului creator.                                                         |

### Forme Mega
| Nume englezesc | Nume japonez  | Număr Pokédex național | Tipuri    | Tipuri   | Evoluează în | Prima dată a apărut          | Note |
| Nume englezesc | Nume japonez  | Număr Pokédex național | Principal | Secundar | Evoluează în | Prima dată a apărut          | Note |
| -------------- | ------------- | ---------------------- | --------- | -------- | ------------ | ---------------------------- | ---- |
| Mega Lopunny   | Mega Mimilop  | 428                    | Normal    | Luptător | Nu evoluează | Omega Ruby și Alpha Sapphire |      |
| Mega Garchomp  | Mega Gaburias | 445                    | Dragon    | Pământ   | Nu evoluează | X and Y                      |      |
| Mega Lucario   | Mega Lucario  | 448                    | Luptător  | Oțel     | Nu evoluează | X and Y                      |      |
| Mega Abomasnow | Mega Yukinooh | 460                    | Iarbă     | Ice      | Nu evoluează | X and Y                      |      |
| Mega Gallade   | Mega Erureido | 475                    | Psihic    | Luptător | Nu evoluează | Omega Ruby și Alpha Sapphire |      |